# Snowboard aux Jeux olympiques de 2014 - Slopestyle hommes
Navigation
Pyeongchang 2018
Le slopestyle masculin des Jeux olympiques d'hiver de 2014 a lieu le 8 février 2014 à 9 h 30 puis à 12 h 45 au parc extrême Rosa Khutor. Les qualifications ont lieu un jour avant la cérémonie d'ouverture soit le 6 février 2014 à 10 h 00. C'est la première apparition de cette épreuve aux Jeux olympiques d'hiver. L'épreuve est remportée par l'Américain Sage Kotsenburg devant le Norvégien Ståle Sandbech et le Canadien Mark McMorris.

## Médaillés
| Or              | Argent         | Bronze        |
| Sage Kotsenburg | Ståle Sandbech | Mark McMorris |

## Calendrier
- Épreuves avec médailles

Tous les horaires sont à l'heure de Moscou (UTC+4).
| Date      | Temps   | Épreuve        |
| --------- | ------- | -------------- |
| 6 février | 10 h 00 | Qualifications |
| 8 février | 9 h 30  | 1/2 finales    |
| 8 février | 12 h 45 | Finale         |

## Résultats

### Qualifications
Q = Qualifié directement pour la finale
q = Qualifié pour la demi-finale
DNS = N'a pas commencé
| Rang | Groupe | Dossard | Athlète                         | Nationalité     | Manche 1 | Manche 2 | Meilleur | Notes |
| ---- | ------ | ------- | ------------------------------- | --------------- | -------- | -------- | -------- | ----- |
| 1    | 1      | 8       | Ståle Sandbech                  | Norvège         | 45.25    | 94.50    | 94.50    | Q     |
| 2    | 1      | 12      | Peetu Piiroinen                 | Finlande        | 90.75    | 80.00    | 90.75    | Q     |
| 3    | 1      | 7       | Sebastien Toutant               | Canada          | 74.25    | 87.25    | 87.25    | Q     |
| 4    | 1      | 14      | Jamie Nicholls                  | Grande-Bretagne | 62.25    | 86.75    | 86.75    | Q     |
| 5    | 1      | 10      | Charles Guldemond               | États-Unis      | 86.00    | 19.25    | 86.00    | q     |
| 6    | 1      | 1       | Billy Morgan                    | Grande-Bretagne | 76.25    | 85.50    | 85.50    | q     |
| 7    | 1      | 5       | Niklas Mattsson                 | Suède           | 82.75    | 57.25    | 82.75    | q     |
| 8    | 1      | 6       | Emil André Ulsletten (en)       | Norvège         | 27.25    | 79.75    | 79.75    | q     |
| 9    | 1      | 3       | Charles Reid (snowboarder) (en) | Canada          | 54.50    | 75.50    | 75.50    | q     |
| 10   | 1      | 9       | Alexey Sobolev                  | Russie          | 63.00    | 28.50    | 63.00    | q     |
| 11   | 1      | 11      | Scotty James                    | Australie       | 36.00    | 44.00    | 44.00    | q     |
| 12   | 1      | 13      | Lucien Koch (en)                | Suisse          | 32.00    | 29.25    | 32.00    | q     |
| 13   | 1      | 4       | Yuki Kadono                     | Japon           | 31.00    | 16.50    | 31.00    | q     |
| 14   | 1      | 15      | Mathias Weissenbacher (en)      | Autriche        | 18.00    | 28.75    | 28.75    | q     |
| 15   | 1      | 2       | Torgeir Bergrem (en)            | Norvège         | 25.00    | 24.75    | 25.00    | q     |
| 1    | 2      | 19      | Maxence Parrot                  | Canada          | 91.75    | 97.50    | 97.50    | Q     |
| 2    | 2      | 18      | Roope Tonteri                   | Finlande        | 33.75    | 95.75    | 95.75    | Q     |
| 3    | 2      | 21      | Sven Thorgren                   | Suède           | 94.25    | 36.75    | 94.25    | Q     |
| 4    | 2      | 16      | Gjermund Bråten                 | Norvège         | 12.75    | 91.25    | 91.25    | Q     |
| 5    | 2      | 20      | Seppe Smits                     | Belgique        | 88.25    | 91.00    | 91.00    | q     |
| 6    | 2      | 25      | Clemens Schattschneider         | Autriche        | 90.00    | 24.25    | 90.00    | q     |
| 7    | 2      | 24      | Mark McMorris                   | Canada          | 29.50    | 89.25    | 89.25    | q     |
| 8    | 2      | 22      | Sage Kotsenburg                 | États-Unis      | 86.50    | 81.50    | 86.50    | q     |
| 9    | 2      | 29      | Ryan Stassel                    | États-Unis      | 81.00    | 28.75    | 81.00    | q     |
| 10   | 2      | 17      | Jan Scherrer                    | Suisse          | 74.50    | 18.75    | 74.50    | q     |
| 11   | 2      | 23      | Ville Paumola                   | Finlande        | 54.75    | 21.25    | 54.75    | q     |
| 12   | 2      | 27      | Janne Korpi                     | Finlande        | 49.75    | 35.50    | 49.75    | q     |
| 13   | 2      | 26      | Seamus O'Connor (en)            | Irlande         | 33.50    | 40.00    | 40.00    | q     |
| 14   | 2      | 28      | Adrian Krainer (en)             | Autriche        | 24.25    | 16.00    | 24.25    | q     |

### Demi-finale
Q = Qualifié pour la finale
| Rang | Dossard | Athlète                         | Nationalité     | Manche 1 | Manche 2 | Meilleur | Notes |
| ---- | ------- | ------------------------------- | --------------- | -------- | -------- | -------- | ----- |
| 1    | 1       | Billy Morgan                    | Grande-Bretagne | 90.75    | 35.50    | 90.75    | Q     |
| 2    | 22      | Sage Kotsenburg                 | États-Unis      | 89.00    | 90.50    | 90.50    | Q     |
| 3    | 24      | Mark McMorris                   | Canada          | 55.50    | 89.25    | 89.25    | Q     |
| 4    | 4       | Yuki Kadono                     | Japon           | 84.75    | 80.50    | 84.75    | Q     |
| 5    | 20      | Seppe Smits                     | Belgique        | 77.50    | 84.50    | 84.50    |       |
| 6    | 29      | Ryan Stassel                    | États-Unis      | 83.25    | 81.75    | 83.25    |       |
| 7    | 10      | Charles Guldemond               | États-Unis      | 13.25    | 79.75    | 79.75    |       |
| 8    | 11      | Scotty James                    | Australie       | 77.25    | 19.00    | 77.25    |       |
| 9    | 26      | Seamus O'Connor (en)            | Irlande         | 60.75    | 70.25    | 70.25    |       |
| 10   | 27      | Janne Korpi                     | Finlande        | 41.00    | 68.50    | 68.50    |       |
| 11   | 17      | Jan Scherrer                    | Suisse          | 64.25    | 23.50    | 64.25    |       |
| 12   | 9       | Alexey Sobolev                  | Russie          | 20.00    | 57.50    | 57.50    |       |
| 13   | 6       | Emil André Ulsletten (en)       | Norvège         | 22.50    | 56.75    | 56.75    |       |
| 14   | 3       | Charles Reid (snowboarder) (en) | Canada          | 46.25    | 43.50    | 46.25    |       |
| 15   | 5       | Niklas Mattsson                 | Suède           | 44.75    | 36.50    | 44.75    |       |
| 16   | 2       | Torgeir Bergrem (en)            | Norvège         | 37.50    | 26.75    | 37.50    |       |
| 17   | 25      | Clemens Schattschneider         | Autriche        | 29.50    | 26.25    | 29.50    |       |
| 18   | 15      | Mathias Weissenbacher (en)      | Autriche        | 14.00    | 28.50    | 28.50    |       |
| 19   | 23      | Ville Paumola                   | Finlande        | 25.25    | 22.75    | 25.25    |       |
| 20   | 13      | Lucien Koch (en)                | Suisse          | 16.25    | 20.75    | 20.75    |       |
| 21   | 28      | Adrian Krainer (en)             | Autriche        | -        | -        | -        | DNS   |

### Finale
| Rang                                | Dossard | Athlète           | Nationalité     | Manche 1 | Manche 2 | Meilleur | Notes |
| ----------------------------------- | ------- | ----------------- | --------------- | -------- | -------- | -------- | ----- |
| Médaille d'or, Jeux olympiques      | 22      | Sage Kotsenburg   | États-Unis      | 93.50    | 83.25    | 93.50    |       |
| Médaille d'argent, Jeux olympiques  | 8       | Ståle Sandbech    | Norvège         | 27.00    | 91.75    | 91.75    |       |
| Médaille de bronze, Jeux olympiques | 24      | Mark McMorris     | Canada          | 33.75    | 88.75    | 88.75    |       |
| 4                                   | 21      | Sven Thorgren     | Suède           | 83.75    | 87.50    | 87.50    |       |
| 5                                   | 19      | Maxence Parrot    | Canada          | 47.00    | 87.25    | 87.25    |       |
| 6                                   | 14      | Jamie Nicholls    | Grande-Bretagne | 85.50    | 46.50    | 85.50    |       |
| 7                                   | 12      | Peetu Piiroinen   | Finlande        | 78.50    | 81.25    | 81.25    |       |
| 8                                   | 4       | Yuki Kadono       | Japon           | 53.00    | 75.75    | 75.75    |       |
| 9                                   | 7       | Sebastien Toutant | Canada          | 54.50    | 58.50    | 58.50    |       |
| 10                                  | 1       | Billy Morgan      | Grande-Bretagne | 38.00    | 39.75    | 39.75    |       |
| 11                                  | 18      | Roope Tonteri     | Finlande        | 31.50    | 39.00    | 39.00    |       |
| 12                                  | 16      | Gjermund Bråten   | Norvège         | 24.75    | 20.50    | 24.75    |       |